# ユニオン駅 (エリー)
ユニオン駅（英語: Union Station）は、アメリカ合衆国ペンシルベニア州エリー市の西14番ストリートにあるアムトラックの鉄道駅、および商業ビルである。シカゴ、ニューヨーク、ボストンなどを通過する旅客列車レイクショア・リミテッドの、ペンシルベニア州内唯一の停車駅でもある。駅の地上階はブルーパブのユニオン駅醸造所などを含め、商業施設として再開発されている。建物は物流会社および貨物管理会社のロジスティックス・プラスによって所有されており、同社の本社としても機能している。
エリー市で最初の鉄道駅は1851年に開業したが、1866年にはロマネスク・リヴァイヴァル建築のユニオンデポ駅（本記事で詳述するユニオン駅の先代となる駅）が完成した。エリー市に鉄道が開通して以来の、競合する鉄道会社による一連の合併・買収を経て、ユニオンデポ駅はニューヨーク・セントラル鉄道とペンシルバニア鉄道の共同所有及び共同運営となった。急速に成長するエリー市の変化する需要に対応するため、都市計画の計画者はユニオンデポ駅に代わるより現代的な構造の駅を設計した。そして1927年12月3日に完成したユニオン駅は、アメリカでは初めてのアール・デコ調の鉄道駅となった。
繁栄していたユニオン駅だが、第二次世界大戦後は航空機や高速道路の発達で次第に衰退した。1960年代までに、ニューヨーク・セントラル鉄道はユニオン駅への運行本数を大幅に減少させ、ペンシルベニア鉄道はエリー市に通じる路線を廃止した。1971年に両社は合併してペン・セントラル鉄道となった。その後の1972年から1975年の間に、エリー市ではアムトラックの運行も廃止された。そのためユニオン駅の利用者は減少し、一時期は人通りがほとんど無い状態で放置されていた。しかし、2003年の運送会社ロジスティックス・プラスによる買収後は、ユニオン駅は運送施設および商用施設として再利用されている。

## 設計
ユニオン駅はエリーの西14番ストリート沿いの、ピーチ・ストリートとササフラス・ストリートの間にあるダウンタウンに位置している。設計者は建築家のアルフレッド・T・フェルハイマーとスチュワード・ワグナーである。フェルハイマーは以前にニューヨーク市のグランド・セントラル駅の設計に携わっており、またこの二人は以前にも、1929年にはバッファロー・セントラル・ターミナル駅、1933年にはシンシナティ駅など、ニューヨーク・セントラル鉄道のいくつかの鉄道駅を共同で設計していた。この駅は、アメリカでは初のアール・デコ調の鉄道駅だった。
ユニオン駅の本館である3階建ての建物は、鉄骨フレームと石造建築で出来た建物である。外観全体は粗い茶色の煉瓦と素焼きにしたフランドル積みの砂岩で覆われた上でテラコッタで整えられ、また地面には花崗岩が敷き積められている。駅の本館の軒先の長さは、ピーチ・ストリートに沿って35メートル、14番ストリートに沿って63メートルである。狭い2階建ての増築部分はササフラス・ストリートに沿って、通りの端にある駅の複合施設である付属の小さなオフィスビルの前まで123メートル続いている。この増築は、列車とオフィスビル内の貨物会社の事務所との間での、郵便物や手荷物、貨物などの移動を容易にした。
ユニオン駅が開業した際、14番ストリート側の出入口は大きく開いており、チケット売り場だった八角形のロタンダには手荷物預かり所と新聞スタンドが置かれていた。鉄道の線路はユニオン駅の後側で立体交差しており、プラットホームへは線路の下にある地下トンネルから出入りすることができる。地下トンネルからの入り口は、真っ直ぐロタンダを横切って14番ストリート側の出入口に繋がっており、その一部は現在ではユニオン駅醸造所の台所として使用されている。ロタンダから離れたコンコースは、ピーチ・ストリート側の出入口と繋がっており、またソーダ・ファウンテンや理髪店、電報局や広さ374平方メートルの待合室などが設置されている。ロタンダの反対側のピーチ・ストリート側に位置していたダイニングルームと軽食堂は、当時ニューヨーク・セントラル鉄道のダイニングサービスの大半を運営していたユニオン・ニュース・カンパニーによって管轄されていた。1階の大部分は、特徴的な模様のモザイクが入った人造大理石と、石膏の壁に沿ったボッティチーノ産の大理石の羽目板で敷き詰められている。建物の壁は元来、緑と黄色の配色が建物全体に渡って使用されていた。ニューヨーク・セントラル鉄道とペンシルバニア鉄道の支配人および他の鉄道機関の関係者の多くは、ユニオン駅の2階に事務所を構えていた。
ユニオン駅のコンクリート製のプラットホームは、高さが低い島式ホームの形状であり、表面は鋼鉄で覆われた「バタフライ・スタイル」の屋根と木製のデッキが約137メートルの範囲に付いている。プラットホームは全部で3つ設置されており、ニューヨーク・セントラル鉄道とペンシルバニア鉄道の共同運営だった時代は、ニューヨーク・セントラル鉄道は2つのホームと隣接する4つの線路を、ペンシルバニア鉄道は1つのホームと隣接する2つの線路をそれぞれ利用していた。

## 運営状況
ユニオン駅はレイクショア・リミテッド号のペンシルベニア州内唯一の停車駅であり、アムトラックのレイクショア・リミテッドは1日に2回、西行きの列車はニューヨークのペンシルベニア駅とボストンのサウス駅から、東行きの列車はシカゴのユニオン駅から、それぞれ深夜と早朝にユニオン駅に到着する。駅はエリーのレイクショア区に位置しており、エリーからは139.9キロメートル先のバッファローへと続くCSXトランスポーテーションの本線上の駅である。アメリカの主な都市圏からの距離を比較すると、駅はそれぞれシカゴからは702キロメートル東、ニューヨークからは842キロメートル西、ボストンからは1164キロメートル西の場所に位置している。隣接する駅は西側がクリーブランド駅、東側がバッファロー・ドピュー駅である。ユニオン駅は2016年の会計年度では、利用者数は16273人と前年と比べて2.2%の減少となったが、それでもペンシルバニア州では15番目に利用者数の多い駅となった。
ユニオン駅には切符売り場やクイック・トラックなどが設置されていないため、駅からの乗車券はすべて事前に入手しておく必要がある。とはいえ、待合室や公共トイレなどは装備されている。また、ユニオン駅を通るレイクショア・リミテッドのビューライナーには、寝台車や食堂車などが連結されている。エリーにおけるダウンタウン・サーキュレーターであるエリー首都圏交通局が運営する国道20A号道路では、東行きのレイクショア・リミテッドの到着予定時刻に合わせた、駅とエリーの繁華街の間でのバスによる送迎サービスが提供されている。

## 歴史

### 前史
1840年代から1850年代にかけて、エリー市では鉄道建設の動きが活発になり、その中でエリー市では4つの鉄道会社が統合されることとなった。エリー・アンド・ノース・イースト鉄道とフランクリン・カナル・カンパニーの2社の間での軌間の幅の違いは、それによる両鉄道間での貨物輸送などの遅延の原因となったが、それが却って地域の雇用の創出に繋がり、エリーにおける経済的な利益の源にもなっていた。1853年にアメリカ全体の標準軌制定の提案により、この路線間においても軌間の統一が提案された際には、エリー市民と2つの鉄道会社の間では「エリーゲージ戦争」とも呼ばれる激しい論争が起こった。これをエリー市が地方港湾になるという市の切望に対する侮辱と受け取ったエリー市民達は、差し迫った標準化を阻止するために、この路線間の鉄橋を解体して線路を撤去した。この紛争の和解の一環として、両鉄道会社はエリー・アンド・ピッツバーグ鉄道とサンベリー・アンド・エリー鉄道の2つの新たな鉄道会社を設立するための資金援助を行った。1854年には、後のレイクショア・アンド・ミシガン・サザン鉄道の前身であるクリーブランド・アンド・ペインズヴィル・アンド・アシュタビューラ鉄道がフランクリン・カナル・カンパニーを買収し、その数年後にエリー・アンド・ノース・イースト鉄道はバッファロー・アンド・ステートライン鉄道と併合してバッファロー・アンド・エリー鉄道を創設した。1861年にはサンベリー・アンド・エリー鉄道はフィラデルフィア・アンド・エリー鉄道と名称を変えた。そしてペンシルベニア鉄道はすぐにサンベリー・アンド・エリー鉄道を買収し、1864年までに路線開通のための資金調達を終えた。
エリー市で最初の鉄道駅は1851年に建設され、その駅は扱いにくい未加工の煉瓦で構成されていた。1861年2月16日には、当時次期大統領だったエイブラハム・リンカーンがこの駅の外で演説を行い、そのまま就任式に向かうためにワシントンD.C.に赴いたというエピソードが残っている。1865年初頭にはクリーブランド・アンド・ペインズヴィル・アンド・アシュタビューラ鉄道とバッファロー・アンド・エリー鉄道の合弁事業として新たな駅の建設が始まり、新駅は1866年2月に完成した。その後、エリー・アンド・ピッツバーグ鉄道とフィラデルフィア・アンド・エリー鉄道の2社も、この新駅の一部の区画を借りて運行を開始した。また、フィラデルフィア・アンド・エリー鉄道はこの区画に加えて、ステート・ストリート沿いにある貨物駅の運営もその後数年間継続していた。
ユニオンデポ駅として知られているこの駅は、ロマネスク・リヴァイヴァル建築の煉瓦で構成されており、二つの線路の間にあるピーチ・ストリートに面した構造となっていた。10メートルの高さと独特の小丸屋根を持っており、プラットホームは駅の両側に沿ってササフラス・ストリートに向かって150メートル程度延びていた。ユニオンデポ駅は屋外ガス灯や理髪店、紳士服・婦人服売り場やダイニングルームなど、当時では最新の設備が備え付けられていた。2階には鉄道関係者用のオフィスと寝室も設置されていた。
1869年、クリーブランド・アンド・ペインズヴィル・アンド・アシュタビューラ鉄道はレイクショア・アンド・ミシガン・サザン鉄道と名称を変更し、同年の後半にはバッファロー・アンド・エリー鉄道をも吸収する運びとなった。翌年の1870年には、ペンシルバニア鉄道はエリー・アンド・ピッツバーグ鉄道を賃借した。1902年3月5日には約10000人近い人々が、アメリカでの旅行中だったヘンリー王子を迎えるためにユニオンデポ駅に集結した。ヘンリー王子は彼の乗車している列車がバッファローとナイアガラフォールズに進むまでの約10分間の間、エリーに滞在した。1914年12月22日、レイクショア・アンド・ミシガン・サザン鉄道はニューヨーク・セントラル鉄道と合併した。

### 建設
1913年、エリー市は都市の継続的な成長を支えるための行動方針を決定するため、ジョン・ノーレンが委員長を務める都市計画家・土木施工管理技士委員会を設立した。委員会は都市計画の最終報告にて、都市改良の一環としてエリー市内の鉄道施設を改善するため、ユニオンデポ駅に代わる新たなユニオン駅を建設すること、同時に全ての鉄道交差点を廃止することを提案した。当時エリーの道路では、ステート・ストリート、フレンチ・ストリート、アシュ・ストリート、バッファロー・ロードなどの道路は鉄道線路とは立体的に交差していたが、それ以外の道路はいずれも鉄道線路と平面上で交差していた。委員会は、エリー市の地形や既存の鉄道線路の地盤面の高さなどを考慮し、ダウンタウンにおける線路の地盤面の高さを上昇させてアンダーパスを通す事が望ましいと判断した。エリー市は1915年9月30日、ニューヨーク・セントラル鉄道およびペンシルバニア鉄道との契約を締結し、鉄道橋の建設や道路の閉鎖を通してアシュ・ストリートとカスケード・ストリート上の全ての踏切を排除した。その補償として、両鉄道はユニオンデポ駅に代わる新たな鉄道駅を建設する事を約束した
1925年から1927年にかけて、ユニオン駅の建設と同時にピーチ・ストリートとササフラス・ストリートの排水路を改修して再設置する作業が行われ、この作業には約$110,000ドルを要した。この期間は14番ストリートとフレンチ・ストリートに臨時駅が建設され、1925年に旧ユニオンデポ駅が解体されてから、新しい駅が完成するまでの間使用された。そして1927年12月3日、ニューヨーク・セントラル鉄道とペンシルバニア鉄道の両社の社長が主宰した記念式典にて、ユニオン駅はプロジェクトの始動を援助した市長のジョセフ・ウィリアムズと前市長のウィリアム・スターンに寄贈された。14番ストリートの北にあるグリスウォルド・プラザ郵便局は、1932年にユニオン駅に繋がるトンネルが設置されるのと同時期に開業した。

### 当初の運営状況
1928年のユニオン駅の開業当初、ユニオン駅からは東行きと西行きの列車がそれぞれ約1時間ごとに駅を出発していた。利用客は駅の広々とした待合室で、ニュース・スタンド、電信局、理髪店、靴磨き、ランチ・カウンター、ソーダ・ファウンテンなどのサービスを利用する事ができた。列車の発着の合図は駅員がメガホンでアナウンスしており、時刻表は大きな黒板に手書きされていた。
1930年代には、ニューヨーク・セントラル鉄道はレイクショア・リミテッドを含め、エリーに発着する列車の大半である1日に20本以上の列車を運行していた。しかし20世紀特急については、当時はユニオン駅には停車しなかった。ユニオン駅はニューヨーク・セントラル鉄道の本線、通称「ウォーター・レベル・ルート」上の駅であり、西にはクリーブランド、トレド、シカゴ、東にはバッファロー、ニューヨーク、ボストンがある場所に位置していた。ニューヨーク・セントラル鉄道はまた、ピッツバーグ・アンド・レイク・エリー鉄道と連携して、エリーから支線を経由してオハイオ州のヤングスタウンへと続く列車も運行していた。一方のペンシルバニア鉄道は、ペンシルベニア、フィラデルフィア、ワシントンD.C.などへと続くノーザン・エクスプレスとサザン・エクスプレスや、ピッツバーグ行きの毎日到着列車など、エリーからは一部の列車しか運行していなかった。
無線装置の送信機と受信機などに使用されている水晶振動子のメーカーであるブライリー・エレクトリック・カンパニーは、クリスタル部門を1933年にユニオン駅の2階のスペースに移動した。ユニオン駅と鉄道との距離の近さは、機関車が通過する際のすすと振動がクリスタルの較正の際に問題を引き起こす可能性もあったが、重量の大きなクリスタルを列車からスライス部門に効率的に移送できる点を重視した。同社は移転してすぐに、ユニオン駅の2階と3階の全体を占領するまでに成長した。第二次世界大戦中、ブライリー・エレクトリック・カンパニーは24時間体制での操業を行い、地元の女性住民を雇用してクリスタルの研磨と成型に当たらせた。操業に使用されたクリスタルは車両基地に貯蔵され、グレート・デーンを連れた兵士達が基地と施設全体を保護していた。しかし同社は結局、1966年に大規模な専用施設に事業全体を移転した。

### 衰退期
第二次世界大戦の終戦後において、自動車旅行の流行と州間高速道路の建造は、民間航空会社との競争と共に、旅客鉄道が衰退の一途を辿る一因となった。ペンシルバニア鉄道もその例外では無く、1948年4月にはエリーとピッツバーグ間での運行を停止した。そして最終的にフィラデルフィアへの移動はエンポリアムでの乗り継ぎが必要となり、最終的に1965年3月27日にはエリーからの運行は完全に中止された。一方のニューヨーク・セントラル鉄道も、1968年までに1日辺りの運行本数が5台にまで減少した。1968年2月1日には、2つの鉄道会社は合併してペン・セントラル鉄道を結成した。以降ペン・セントラル鉄道は1971年4月30日まで、旧ニューヨーク・セントラル鉄道の旅客列車の運行を続けていた。その翌日には新たに結成されたアムトラックが、ユニオン駅を始めとする全国の旅客鉄道事業を引き継ぐこととなった。アムトラックは1971年11月から営業を開始し、ニューヨーク～シカゴ間で運行されユニオン駅にも停車していたレイクショアという列車を再開した。しかし、バッファロー～シカゴ間の線路の不安定な管理状況と、サービスの普遍的な収益性の低さにより、約3ヶ月後の1972年1月にはレイクショアの運行は終了した。以来、1975年11月30日にアムトラックが旧ニューヨーク・セントラル鉄道の列車であるレイクショア・リミテッドの運行を再開するまで、エリーには旅客輸送サービスが存在しなかった。

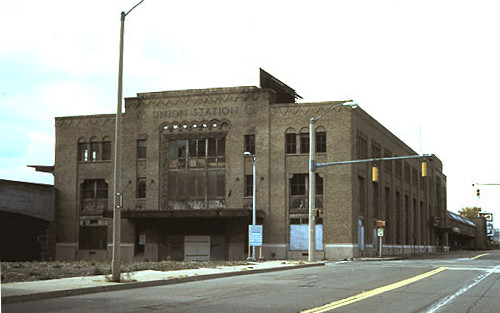
1991年以降、ユニオン駅は手付かずのまま放置された状態となっていた。

この間ユニオン駅の管理はなされておらず、汚れや廃棄物、排泄物などが放置され続けるなど、駅の衛生状態は徐々に悪化した。1973年になると、ペンシルベニアのアメリカ合衆国労働省は衛生上の問題を理由に、ペン・セントラル鉄道にユニオン駅の閉鎖を要求した。当時ユニオン駅を使用していたのは、貨物列車の乗務員だけであった。それ以降ユニオン駅は冬の間、ホームレスのための「非認可避難所」としてもしばしば利用されるようになり、彼らは駅の木製のドアを燃やして寒さを耐え凌いだ。当時のユニオン駅のわずかな利用客達は、こうした衛生状態の悪さやホームレス達に声を掛けられることへの恐れなどから、待合室を使用することをしばしば避けていた。ペン・セントラル鉄道は1976年4月1日に倒産宣告を行い、一級鉄道のコンレールに吸収合併されるまでの間、貨物運送サービスを継続していた。そのコンレールも1998年6月6日に解体され、ニューヨーク・セントラル鉄道の運営していた区間はCSXトランスポーテーションが、ペンシルバニア鉄道が運営していた区間はノーフォーク・サザン鉄道が、それぞれ運営権を獲得した。

### 改修と復元
ユニオン駅は2003年10月30日、1996年に創設されたエリー市最大の雇用先でもある物流及び運輸会社ロジスティックス・プラスによって、150万ドルで買収された。ロジスティックス・プラスは、ユニオン駅を本社として使用するために本館の3階と2階の一部を改装して、駅をエリー市のランドマークとして回復させ、周辺地域の活性化を目指した。ロジスティックス・プラスの最高経営責任者だったジム・ベルリンは、ユニオン駅が輸送機関としては理想的な建物になっていることに気付いた。ベルリンは、「ユニオン駅が再び輸送の中心地になることは決してないだろうが、それでも世界的な物流を管理できる場所になることはできる」と語った。当初の都市計画案は、ユニオン駅の改装を始め、小売店や歩行者モール、ピッツバーグ駅前に似た博物館の改の設置などの複合用途開発などが含まれていた 。2007年5月からユニオン駅の欄干には、ロジスティックス・プラスが事業を展開している国や、従業員の出身国などの約50本の国旗が並べられている。
1990年代からは、ユニオン駅はブルーパブの「ホッパーズ」としても営業を開始し、1994年から1999年までは駅の内部で運営されていた。その後、ホッパーズが名称を「エリー・ブルーイング・カンパニー」と変更し、店舗を駅の外部に移転した際には、そのスペースには高級ダイニングレストランおよびビールバー「ポーターズ」が開業した。その後ポーターズは閉鎖されたが、2006年10月にはさらにそのスペースを引き継いでユニオン駅醸造所が開業した。2008年のアメリカ合衆国大統領選挙の準備期間中には、ユニオン駅ではアメリカン・ブロードキャスティング・カンパニーの報道番組グッド・モーニング・アメリカのニュースチームがアムトラックの車両上で「ホイッスル・ストップ」と呼ばれるインタビューを行った。サム・チャンピオン、クリス・クオモ、ロビン・ロバーツ、ダイアン・ソイヤーらが司会を務め、ユニオン駅醸造所にて地域の有権者に選挙の争点についてのインタビューを行った。ユニオン駅でのインタビューは約30分の間続けられ、その結果は2008年9月18日にテレビ上で報道された。
2009年にはアメリカ復興・再投資法施行の一環として、連邦鉄道局は10の行政区を高速鉄道建設のための開発予定地として認定したが、その際にエリー市にはシカゴ・ハブ・ネットワーク、エンパイア・コリダー、キーストーン・コリダーと3つの路線がそれぞれユニオン駅周辺の線路に接続した場所に配置されることとなった。これに対し地元の旅客鉄道愛好団体「All Aboard Erie」は、これらの高速鉄道建設の実現可能性についての調査を提案した。また同時に、高速鉄道建設の際に既存の線路を使用することは可能かどうか、ヤングスタウンとピッツバーグ間での優先通行権が与えられるかどうかなどについてを決定することも要求した。

## 商業テナント

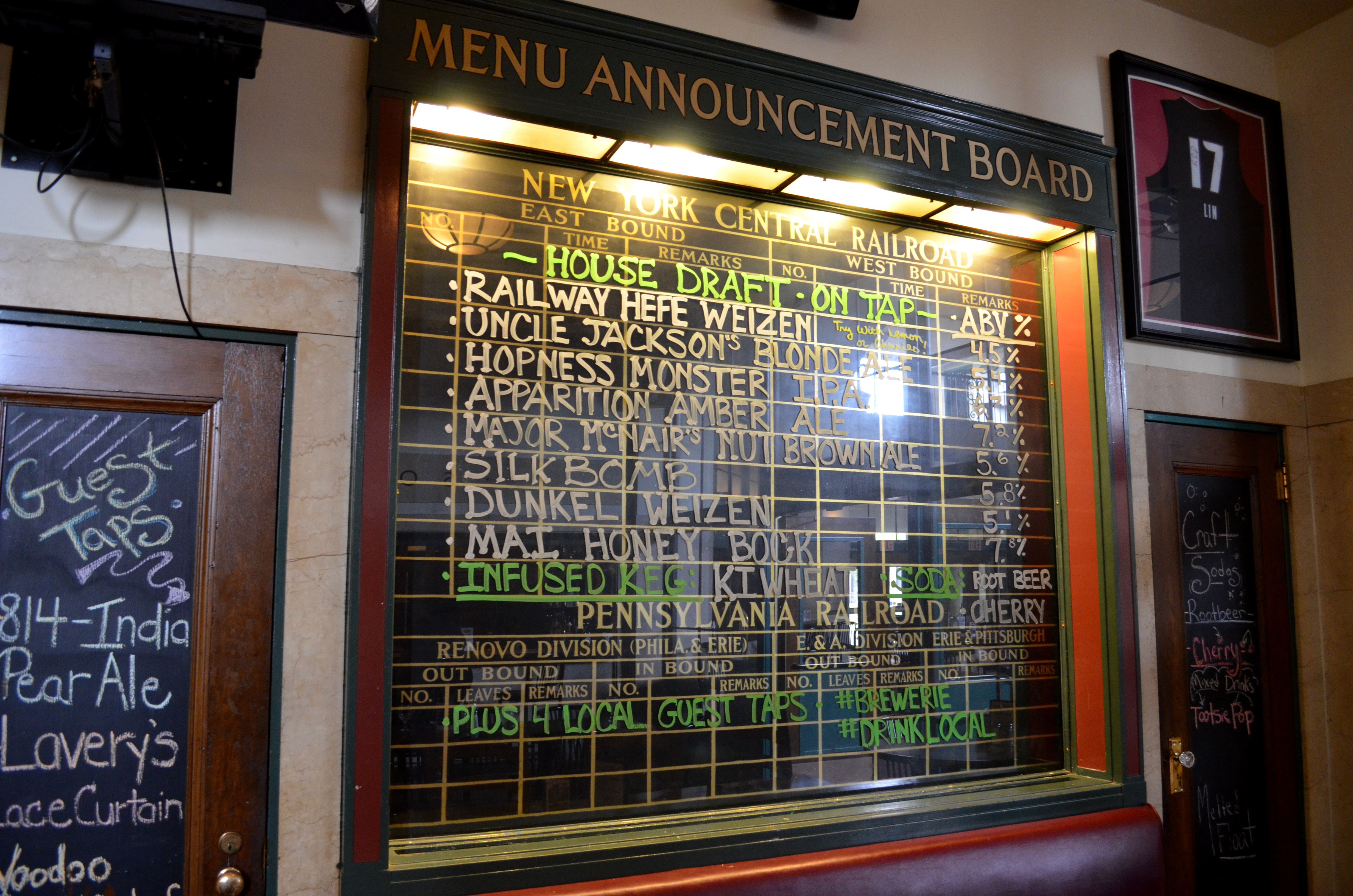
ビールのメニュー表として書き換えられたかつての時刻表。

ユニオン駅は現在、エリーで最大の雇用先であるGEトランスポーテーション・システムの国内物流を管理するために1996年に設立され、2004年にニューヨークのジェームズタウンから本社を移転したロジスティックス・プラスの本社として機能している。ロジスティックス・プラスの本社は、建物の3階では1500平方メートル、2階では500平方メートルを占める。それ以外の敷地はアムトラック、ブルワリー、水タバコラウンジ、ワインショップ、ヘアサロン、宴会場、アートスタジオなど、様々なテナントに貸し出されている。
ユニオン駅醸造所はユニオン駅が運営している、ビール醸造所協会（Brewers Association）にもブルーパブとして正式に分類されているマイクロブルワリーであり、同時にレストランとしての機能も兼ね備えている。ブルワリーは、駅の地上階および八角形のドームの一部を使用して営業している。2013年には、ブルワリーは約500バレル（約59000リットル）のビールを生産しており、その内3.5バレル（410リットル）はPrice-Schonstrom醸造製法によって製造されている。